# Robert Abajyan
Robert Alexander Abajyan (en armenio: Ռոբերտ Ալեքսանդրի Աբաջյան; 16 de noviembre de 1996-2 de abril de 2016) fue un sargento menor armenio en el Ejército de Defensa de la República de Artsaj. Debido a su valentía en combate, recibió póstumamente el título de Héroe de Artsaj, la más alta condecoracion de las que otorga la parcialmente reconocida República de Artsaj.
Abajyan luchó solo durante varias horas contra grupos de fuerzas especiales de las Fuerzas Armadas de Azerbaiyán durante los enfrentamientos entre Armenia y Azerbaiyán de 2016 en la línea de contacto noreste en la noche del 1 al 2 de abril. Hizo un gesto como si se rindiera, y luego sacó una granada y voló a los soldados azeríes que se acercaban.

## Biografía

### Infancia y juventud
Robert Abajyan nació el 16 de noviembre de 1996 en Ereván. En 2003 asistió a la Escuela Básica N.º 147 en Ereván en el distrito de Kanaker-Zeytun. Se graduó en 2012 y asistió a la Facultad de Medicina Básica del Estado de Ereván, donde se graduó en 2014 con un título en protésico dental. Luego asistió al Instituto Médico que lleva el nombre de la Madre Teresa ese mismo año.
Abajyan ingresó al servicio militar obligatorio en 2014. Debido a su alto rendimiento militar, fue ascendido a sargento menor.

### Enfrentamientos entre armenios y azerbaiyanos
En la noche del 1 al 2 de abril de 2016, a lo largo de la parte noreste de la línea de contacto Artsaj-Azerbaiyán, las unidades de las Fuerzas Armadas de Azerbaiyán llevaron a cabo ataques a gran escala contra el lado armenio. Después del uso de la artillería, grupos de fuerzas azerbaiyanas iniciaron un ataque de infantería. Bajo el liderazgo del capitán Armenak Urfanyan, un número menor de soldados fronterizos armenios comenzó a ofrecer una fuerte resistencia. Después de dos intentos fallidos de penetración y la pérdida de un tanque, las fuerzas azeríes se retiraron a sus posiciones iniciales y reanudaron los bombardeos de artillería en la línea de contacto. El capitán Urfanyan y el ametrallador yazidi-armenio, Kyaram Sloyan, pronto fueron asesinados.
Después de la muerte del comandante, Robert Abajyan, que en ese momento había sufrido una herida en la pierna, se encargó de continuar con la resistencia. Después de la penetración de las fuerzas azeríes dentro de la línea, llevó a su camarada herido, el ametrallador Andranik Zohrabyan, al refugio de la trinchera, que estaba ubicada a una distancia de 30 metros.

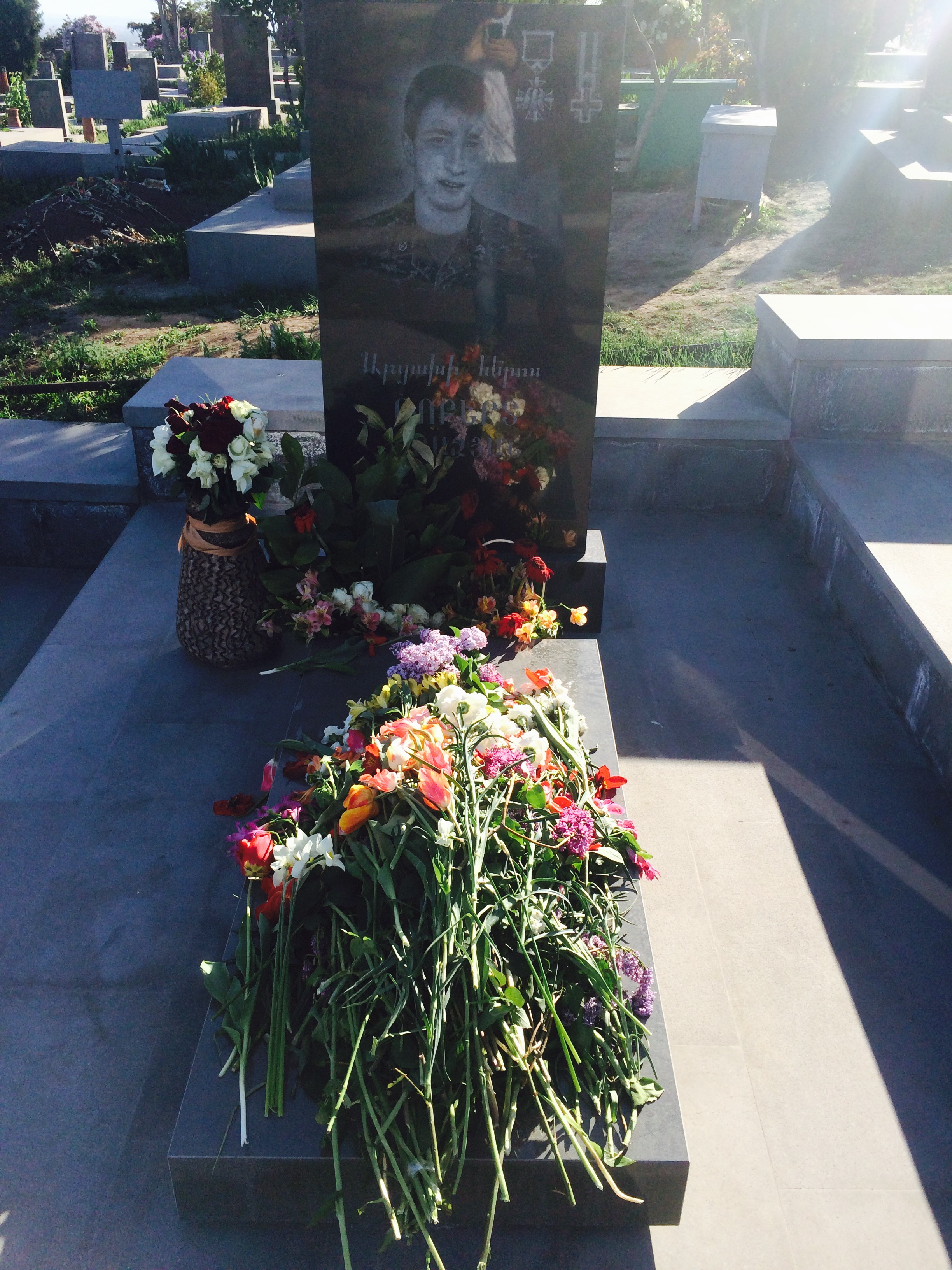
Sepultura de Robert Abajyan en Yerablur

En la celda de trinchera, Abajyan contactó con el comandante del batallón y proporcionó información valiosa sobre la situación operativa. Informó sobre posibles peligros al comandante del grupo que se apresuró a socorrer. Después de que Andranik Zohrabyan muriera desangrado, Abajyan continuó luchando solo desde la celda contra una gran cantidad de fuerzas enemigas. Después de ver a los soldados azeríes que se acercaban, atrajo su atención levantando las manos y fingió rendirse, mientras guardaba en secreto una granada de mano ya armada.
Permitiendo que dos soldados azeríes se acercaran, Abajyan se inmoló con una granada y se suicidó. No está claro si pudo matar o herir a algún soldado enemigo con su acción. Habiendo tomado esa decisión, llamó por radio y dijo, como último pedido: «Bajo ninguna circunstancia debe abandonar esta posición».
El 8 de abril, después de que ambas partes alcanzaran un acuerdo de alto el fuego, se encontraron los cuerpos de Abajyan y Zohrabyán como resultado de operaciones de búsqueda de cuerpos.

### Funeral
El 11 de abril de 2016, Abajyan fue enterrado en el Panteón Militar de Yerablur. Las ceremonias fúnebres se llevaron a cabo frente a la iglesia de San Juan Bautista en Ereván.
Abajyan recibió póstumamente el título honorífico de Héroe de Artsaj y la Orden del Águila Dorada, «por su valentía y coraje exclusivos demostrados durante la defensa de la frontera estatal de la República de Artsaj en el curso de las operaciones militares a gran escala del 2 al 5 de abril». Se convirtió en la vigesimocuarta persona en ser galardonada con el título de Héroe de Artsaj, así como en la persona más joven en ostentar dicho título con tan solo 19 años.